# The Good Earth
The Good Earth — пятый студийный альбом британской рок-группы Manfred Mann’s Earth Band, выпущенный 11 октября 1974 года лейблом Bronze Records в Великобритании и лейблом Warner Bros. Records в США. Поднялся до #157 в Billboard 200. Переиздан в 1998 году с добавлением трёх бонус-треков.

## Об альбоме
Диск посвящён экологической теме, которая, начиная с этого момента, будет постоянно звучать в творчестве Manfred Mann’s Earth Band. По словам критика Брюса Эдера из AllMusic, в музыкальном отношении этот альбом находится между прогрессивным роком, хард-роком и классическим британским блюзом, и в альбоме есть материал, который сделал бы честь таким группам, как King Crimson и Be Bop Deluxe.
Первая сторона состоит из трёх композиций-каверов. «Give Me The Good Earth» является обработкой одноименной песни американского музыканта Гэри Райта (англ. Gary Wright), в музыкальном плане критики отмечают влияние группы Cream.
Вторая и третья — обработки произведений австралийского музыканта Майка Радда (англ. Mike Rudd) и исполненные австралийской группой Spectrum.
Вторая сторона альбома состоит из четырёх композиций, написанных самими участниками группы. Песня «Be Not Too Hard» написана на слова одноименного стихотворения английского поэта Кристофера Лога, ранее использовавшегося такими музыкантами, как Донован и Джоан Баэз.
Заглавная композиция «Give Me The Good Earth» начинается с криков петуха, после которых вступают «тяжёлые» хард-роковые гитарные риффы, продолжающиеся в течение почти всей композиции и прерываемые только сольными партиями Манфреда Манна на клавишных и Мика Роджерса на гитаре, а завершается пением птиц, что подчеркивает экологический смысл песни:
Дайте мне хорошую Землю, на которой я родился,
Дайте мне солнечное сияние, травы и деревья,
Дайте мне чистое небо, о котором я могу мечтать,
Дайте мне цветы, птиц и пчёл.
Дайте мне хорошую Землю, на которую я могу прилечь,
Дайте мне горы, прохладный летний ветерок...

## Список композиций

### сторона А
1. «Give Me The Good Earth» (Гэри Райт) — 8:31
2. «Launching Place» (Майк Радд) — 5:52
3. «I’ll Be Gone» (Майк Радд) — 3:42

### сторона Б
1. «Earth Hymn» (Манн, Слейд) — 6:19
2. «Sky High» (Манн, Роджерс) — 5:15
3. «Be Not Too Hard» (Роджерс, Кристофер Лог) — 4:12
4. «Earth Hymn Part 2» (Манн, Слейд) — 4:18

### Бонус-треки (1998 CD)
1. «Be Not Too Hard» (Single version) (Rogers, Logue) – 3:39
2. «I'll Be Gone» (Single Version) (Rudd) – 3:28
3. «Earth Hymn Part 2a» (Single Version) (Mann, Slade) – 4:13

## Участники записи
- Манфред Манн — орган, синтезатор
- Мик Роджерс — гитара, вокал
- Крис Слейд — ударные, перкуссия
- Колин Паттенден — бас-гитара